# Стэнтон, Брэндон
Брэндон Стэнтон (род. 1 марта 1984) — американский фотограф и блогер, получивший известность благодаря своему фотоблогу Humans of New York (HONY), запущенному в 2010 году. В блоге публикуются портреты людей на улицах Нью-Йорка и отрывки разговоров об их жизни. На основе блога была опубликована книга Humans of New York, ставшая бестселлером. У блога Стэнтона в феврале 2015 года было более 12 миллионов подписчиков в Facebook и около 400 тысяч на Tumblr.

## Биография
Брэндон Стэнтон родился 1 марта 1984 года в Мариетте — пригороде Атланты (штат Джорджия). В 2002 году окончил местную школу Уолкер-скул. Изучал историю в Университете Джорджии. Позднее, среди первых людей, которые на него повлияли, он называл Кирка Уиллиса, профессора английской истории в университете, у которого были увлекательные лекции. В это же время у Стэнтона появился интерес к чтению биографий.
В 2010 году он купил камеру и начал фотографировать в центре Чикаго. Когда Стэнтон в 2010 году потерял работу трейдера по облигациями в чикагской фирме Gambit Trading LLC, он превратил своё увлечение фотографией в профессию и начал тур по американским городам, начав с Нового Орлеана, Питтсбурга и Филадельфии. Кроме городских пейзажей, он также делал непостановочные уличные портреты. В рамках своего турне в августе 2010 года он приехал в Нью-Йорк, где планировал остаться только на короткое время перед отъездом на запад. Однако он остался в городе и начал публиковать фотографии в альбоме «Humans of New York» («Люди Нью-Йорка») на своей странице в Facebook.
В итоге в ноябре 2010 года Стэнтон создал в Facebook отдельную страницу Humans of New York. Первый год он публиковал только фотографии без подписей. Со временем он начал добавлять небольшие цитаты из разговоров с теми, кого снимал. По мере роста популярности блога в середине 2012 года Стэнтону уже помогали два помощника-волонтёра и он начал вести страницу на Tumblr. В августе 2012 про Humans of New York написал Vogue. В мае 2013 Стэнтон сделал портреты сотрудников штаб-квартиры Facebook. Стэнтон также работал коммерческим фотографом. В 2013 он снял рекламную кампанию для Amtrak, которая была опубликована в The Washington Post.
К октябрю 2013 в его блоге было около 6000 фотографий, 11,4 миллионов подписчиков в Facebook и около 400 000 на Tumblr. В октябре Стэнтон также опубликовал книгу Humans of New York. Она получила хорошие отзывы и была продана в количестве 30 000 копий в предзаказе. В преддверии публикации он дал интервью Биллу Вейру в программе ABC News Nightline. Книга достигла 1-й позиции в списке нехудожественных бестселлеров 2013 года по версии The New York Times за неделю после 3 ноября 2013.
К 10-летию Facebook в феврале 2014 года социальная сеть выпустила серию видео «Facebook Stories», одно из которых было посвящено Humans of New York. В том же месяце ABC News выпустила программу «День Святого Валентина с „Людьми в Нью-Йорке“» (англ. Valentine's Day with the 'Humans of New York'). В августе 2014 года Стэнтон путешествовал по Ближнему Востоку, где под эгидой ООН в течение 50 дней фотографировал людей в 10 странах. Летом 2015 года он провёл месяц в Пакистане. Стэнтон продолжает жить в районе Бедфорд — Стайвесант на севере Бруклина и фотографировать в Нью-Йорке.

## Публикации
- Humans of New York (неопр.). — New York: St. Martin’s Press, 2013. — ISBN 978-1-250-03882-1.
- Little Humans of New York (неопр.). — New York: Farrar, Straus and Giroux[англ.], 2014. — ISBN 978-0374374563.
- Humans of New York: Stories (неопр.). — New York: St. Martin’s Press, 2015. — ISBN 978-1250058904.

## Премии
- 2013 — Webby Awards за лучшее использование фотографии[25]
- 2013 — журнал Time включил Стэнтона в список «30 Under 30 World Changers»[26]
- 2014 — James Joyce Award Литературно-исторического общества Дублинского университетского колледжа[27]